# رابرت گالو
لعنت بر رابرت گالو سازنده ویروس اچ آی وی و ایدز 

|name              = رابرت چارلز گالو
|image             = Robert Gallo.jpg
|caption           = رابرت گالو در اوایل دهه ۱۹۸۰
|birth_date        = ۲۳ مارس ۱۹۳۷ ‏(۸۸ سال)
|birth_place       = واتربری، کنکتیکوت، ایالات متحده آمریکا
|profession        = پزشک
|specialism        = بیماری عفونی و ویروس‌شناسی
|research_field    = پژوهش‌های زیست‌پزشکی
|known_for         = کاشف اچ‌آی‌وی
|years_active      = ۱۹۶۳–تاکنون
|education         = دانشگاه پراویدنس (لیسانس; ۱۹۵۹)
دانشگاه توماس جفرسون (دکترای پزشکی; ۱۹۶۳)
|work_institutions = انستیتو ملی سرطان ایالات متحده آمریکا
|prizes            = جایزه لسکر (۱۹۸۲)
|relations         =}}
رابرت چارلز گالو (به انگلیسی: Robert Gallo) (زاده ۲۳ مارس ۱۹۳۷) پژوهشگر زیست‌پزشکی آمریکایی است که بیشتر به دلیل نقشی که در کشف ویروس اچ‌آی‌وی و بیماری ایدز داشت شناخته می‌شود.
گالو در واتربری، کنکتیکوت و در یک خانواده مهاجر ایتالیایی به دنیا آمد. او در سال ۱۹۵۹ لیسانس زیست‌شناسی خود را از دانشگاه پراویدنس و در سال ۱۹۶۳ دکترای پزشکی خود را از دانشگاه توماس جفرسون در فیلادلفیا گرفت.
پس از تکمیل دستیاری (پزشکی) در دانشگاه شیکاگو، به عنوان یکی از پژوهشگران انستیتو ملی سرطان ایالات متحده آمریکا درآمد.

## کشف HIV/ایدز
در سال ۱۹۸۳، دو گروه تحقیقاتی جداگانه به رهبری رابرت گالو و لوک مونتانیه به طور مستقل اعلام کردند که یک ویروس پسگرد جدید بیماران مبتلا به ایدز را آلوده کرده، و یافته‌هایشان را در همان شماره از مجله ساینس منتشر کردند.
گلو ادعا کرد که ویروسی که گروه خود از یک بیمار مبتلا به ایدز برای تحقیقات جدا کرده بود از نظر شکل کاملاً مشابه سایر ویروس‌های تی-لنفوتروپیک انسانی (HTLV) بوده که گروهش در همان ابتدا جدا کرده بود. گروه گالو نام آن ویروس را HTLV-III گذاشتند. در همان زمان، گروه مونتانیه ویروسی از یک بیمار مبتلا به تورم غدد لنفاوی گردن و ضعف فیزیکی که دو مشخصه از علائم ایدز است، جدا کرده بود. تناقض در گرازش‌های گروه گالو و مونتانیه و همکارانشان نشان می‌داد که هسته پروتئین‌های این ویروس از لحاظ ایمنی‌شناسی، کاملاً متفاوت از HTLV-I است. گروه مونتانیه اسم ویروسی که جدا کرده بودند را ویروس مرتبط با لنفادنوپاتی (LAV) گذاشتند.
از آنجا که مشخص شد هر دوی این ویروس یکسان هستند، در سال ۱۹۸۶ LAV و HTLV-III هر دو به HIV تغییر نام دادند.